# Linaire commune
Linaria vulgaris
Espèce
Classification APG III (2009)
La Linaire commune (Linaria vulgaris) est une espèce de plantes à fleurs de la famille des Scrophulariaceae selon la classification classique ou des Plantaginaceae selon la classification phylogénétique.
Elle est commune sur la quasi-totalité du territoire français.
Autres noms communs : Linaire vulgaire, Linaire sauvage.

## Étymologie
Linaria dérive du lin car les feuilles ressemblent à celles du lin.

## Description

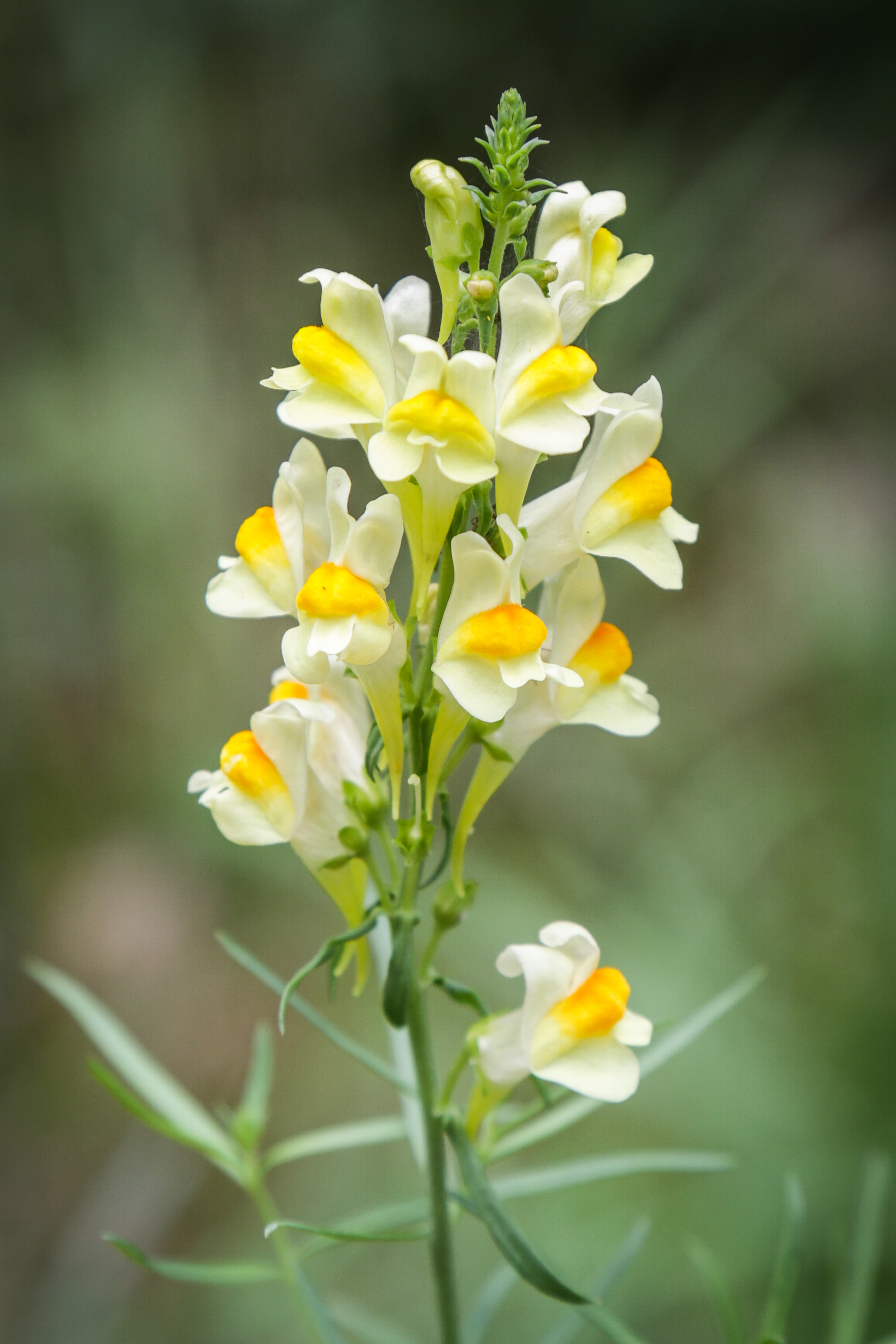
Fleurs de la Linaire commune.

La linaire est une plante herbacée zygomorphe vivace à souche rhizomateuse de 30 à 80 cm de hauteur, avec des feuilles alternes très étroites (6 mm de large au maximum), poilue au sommet. Elle a de nombreuses tiges en général non ramifiées. Les fleurs sont regroupées en grappes au sommet de la tige. La fleur a 2 lèvres refermées l'une sur l'autre, jaunes avec une tache orange sur la lèvre inférieure et porte un long éperon un peu courbé de 2 à 3 cm à l'arrière. La plante est pollinisée par les bourdons qui par leur poids peuvent abaisser suffisamment la lèvre inférieure fermant l'accès à la corolle. La production de graines est relativement importante (jusqu'à 32 000 par plante). La floraison a lieu de juin à octobre, voire novembre[réf. souhaitée].

## Habitat et répartition
- Habitat : prairies, talus, champs, terrains vagues, haies, vieux murs, champs sur sol caillouteux ou sableux, jusqu'à 1 500 m d'altitude. Pleine lumière.
- Aire de répartition : Suisse, France (très commune), Italie, Pays-Bas, Belgique, Canada.

## Pélorisme
En 1744, un élève de Linné identifie une linaire commune avec une symétrie axiale à 5 pétales bien distincts, alors que l'espèce est censée être zygomorphe. Raﬁnesque fait alors passer linaria vulgaris un siècle plus tard dans le genre Peloria - décrit par Adanson et signiﬁant « monstre » en grec-.
Ce phénomène d'épimutation étant plus tard identifié chez d'autres genres et familles botaniques, le genre peloria disparait et la linaire commune est replacée dans le genre linaria. Mais le terme de pélorisme ou pélorie demeure pour désigner désormais le phénomène de changement de morphologie ﬂorale au sein d'une espèce.
En 1999 a été mis en évidence que la symétrie des fleurs péloriques de Linaria vulgaris se transmet sur plusieurs générations, tout en restant réversible. Il s'agit d'épimutation, relevant de l'épigénétique, et non pas de mutation de l’ADN rare et définitive.

## Utilisation
Utilisations officinales : toute la plante contient des substances diurétiques, elle est toutefois considérée comme toxique[réf. nécessaire], du fait de la présence de glycoside cyanogénétique.

## Galerie

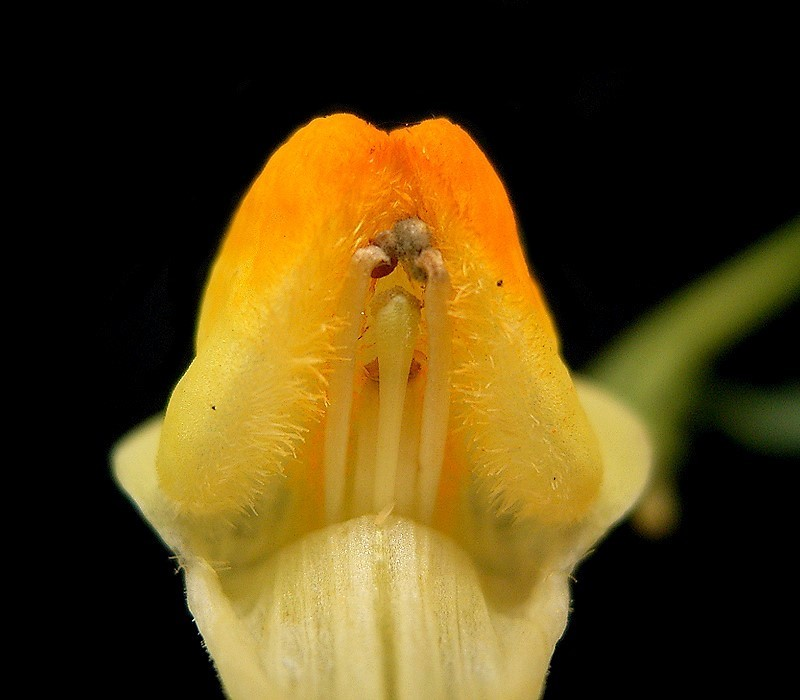
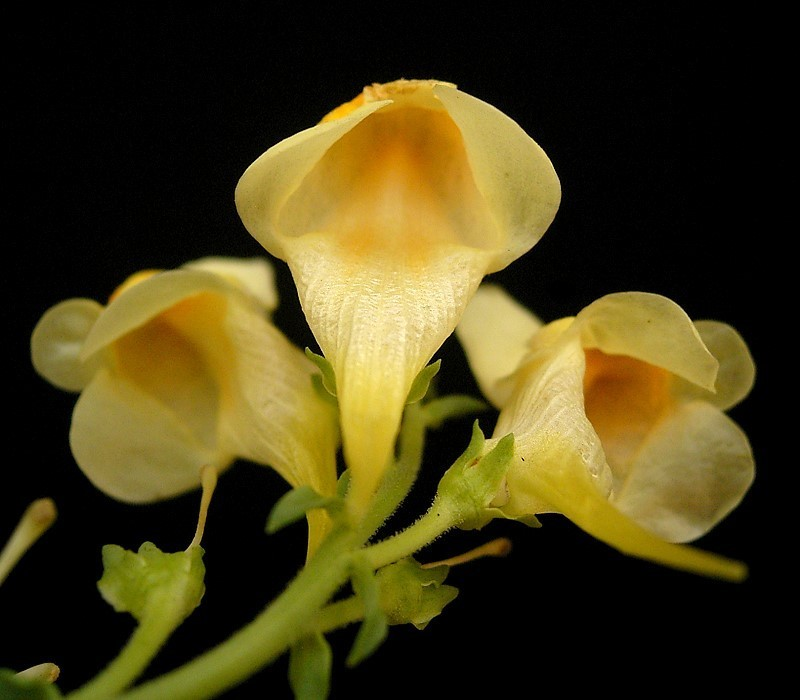
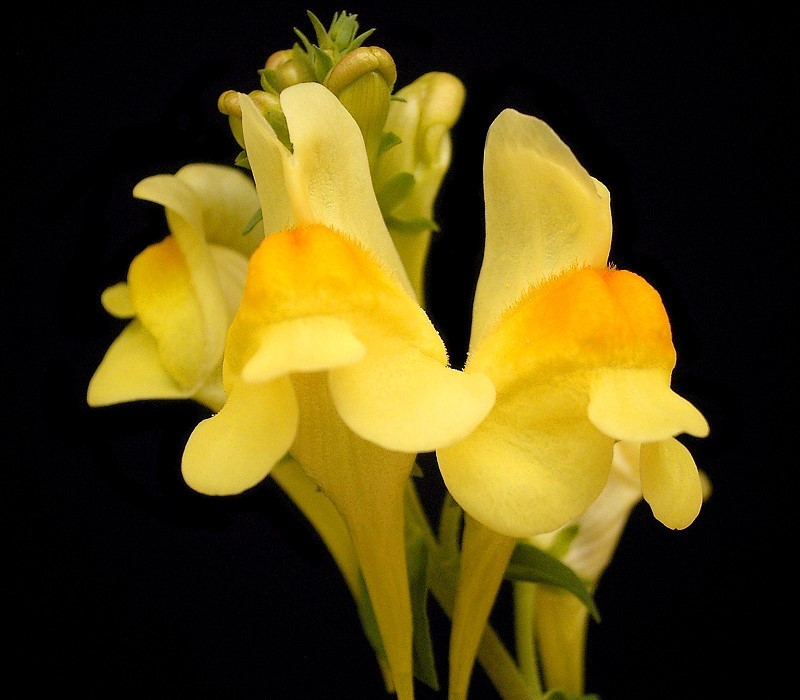
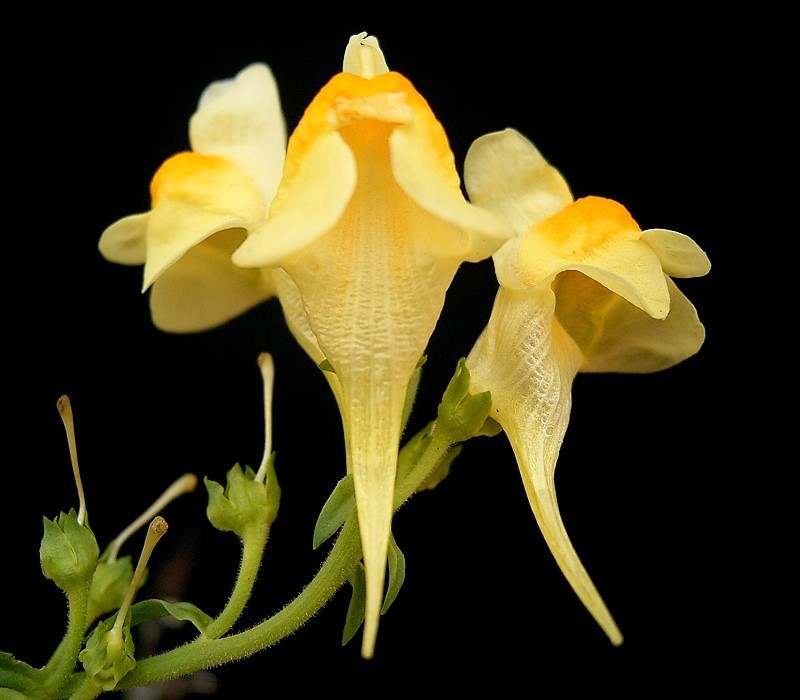
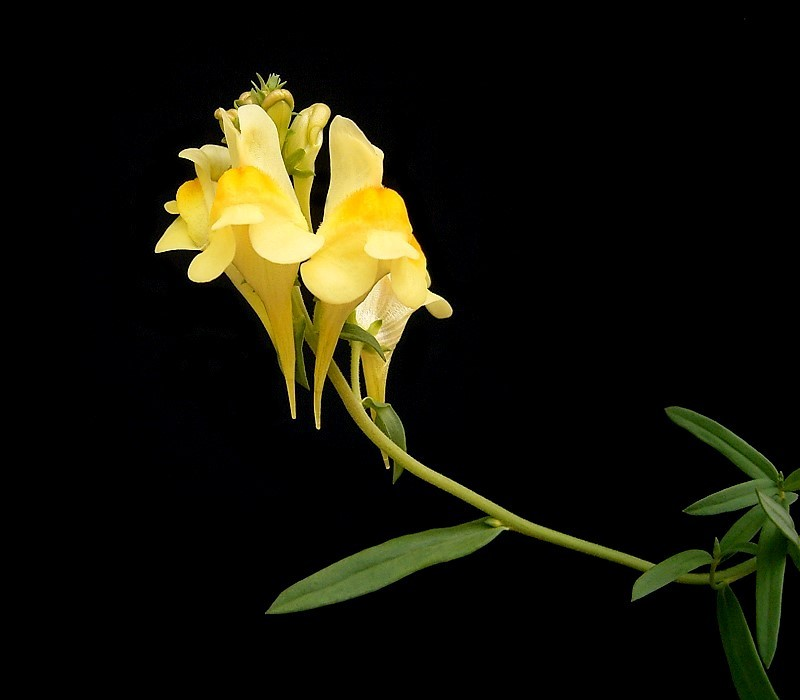
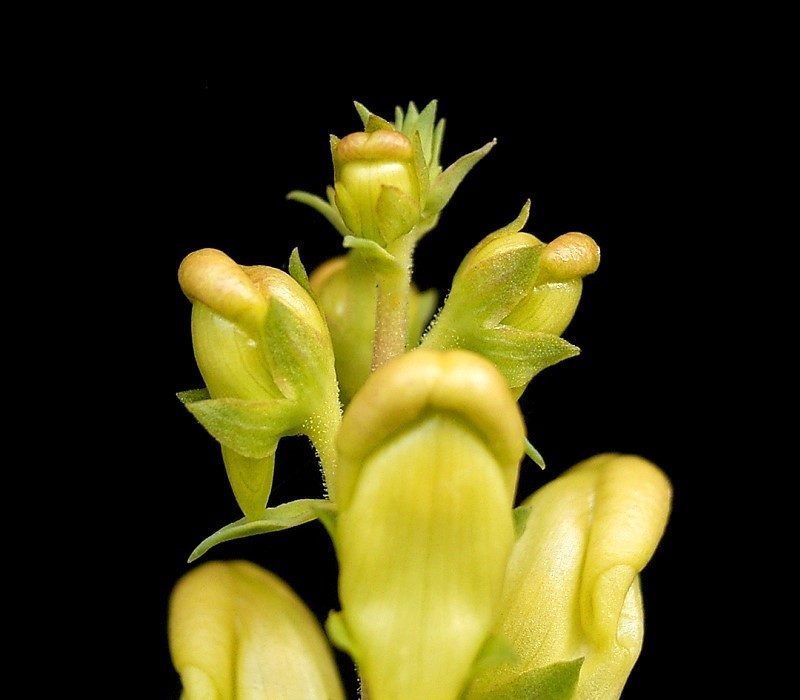
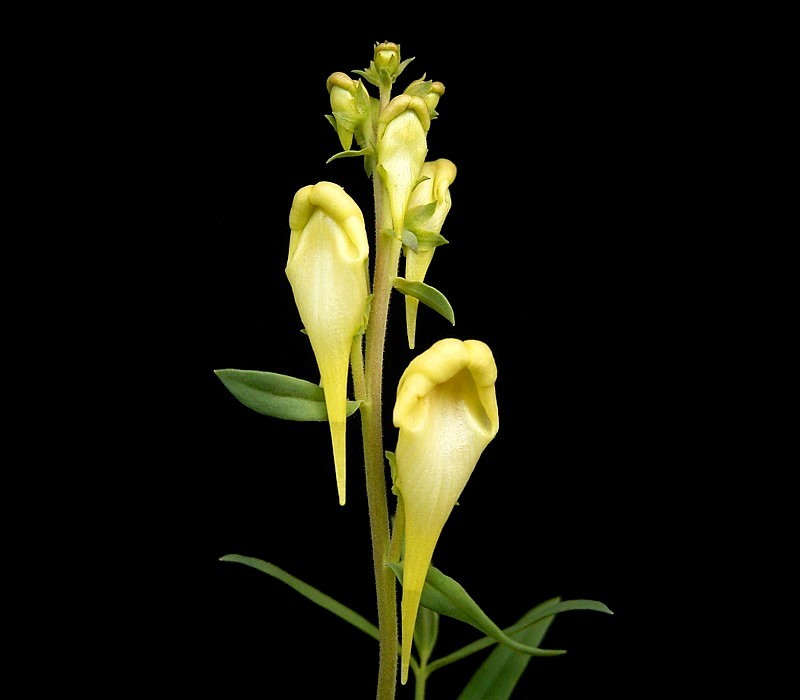
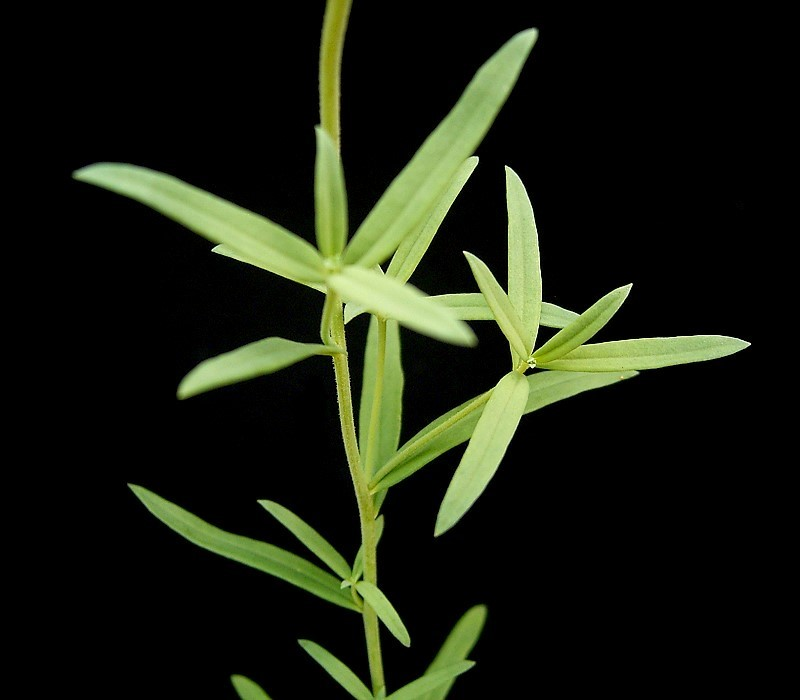
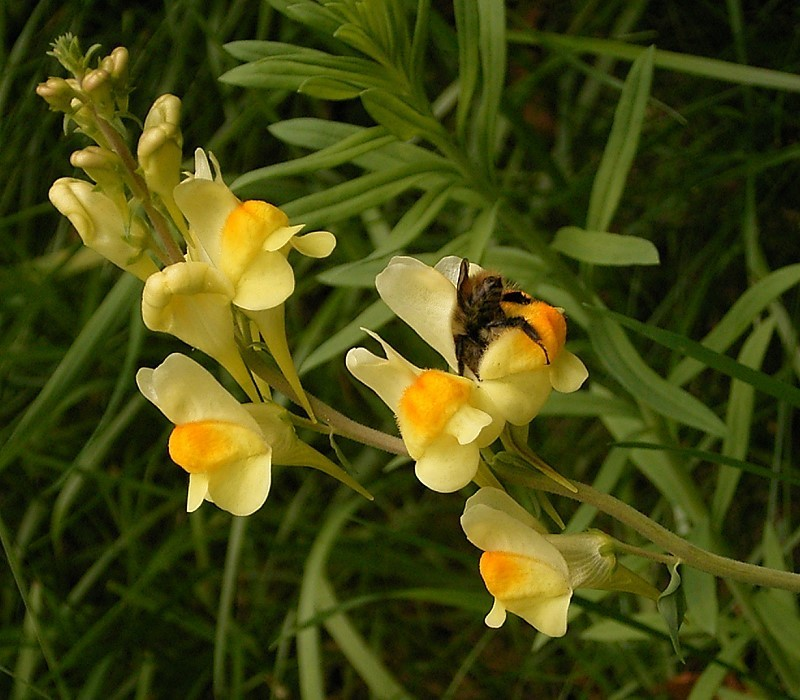
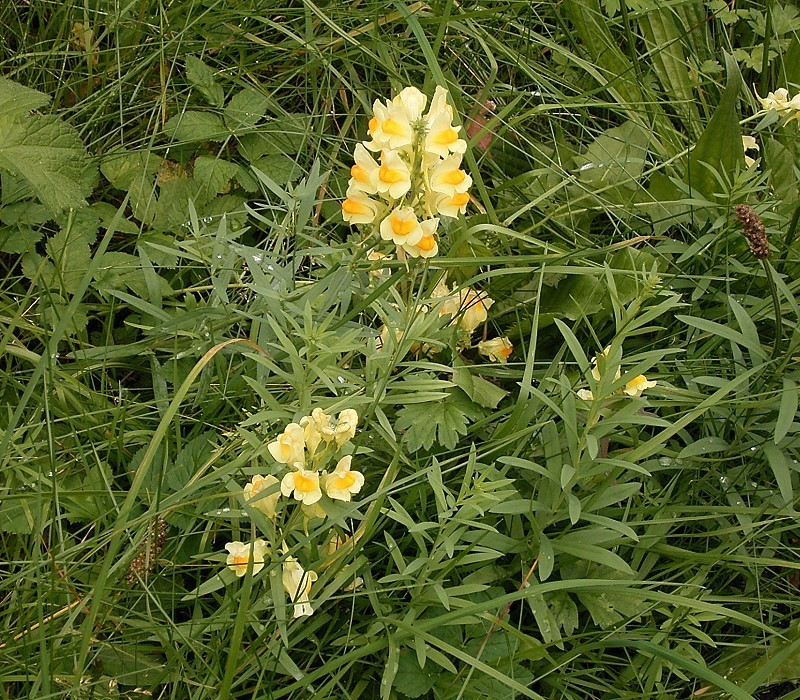
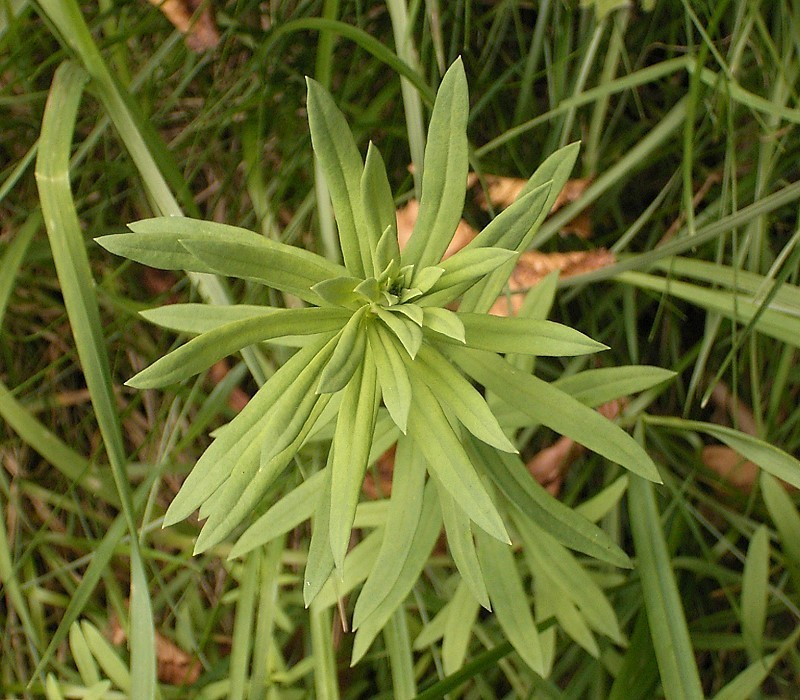
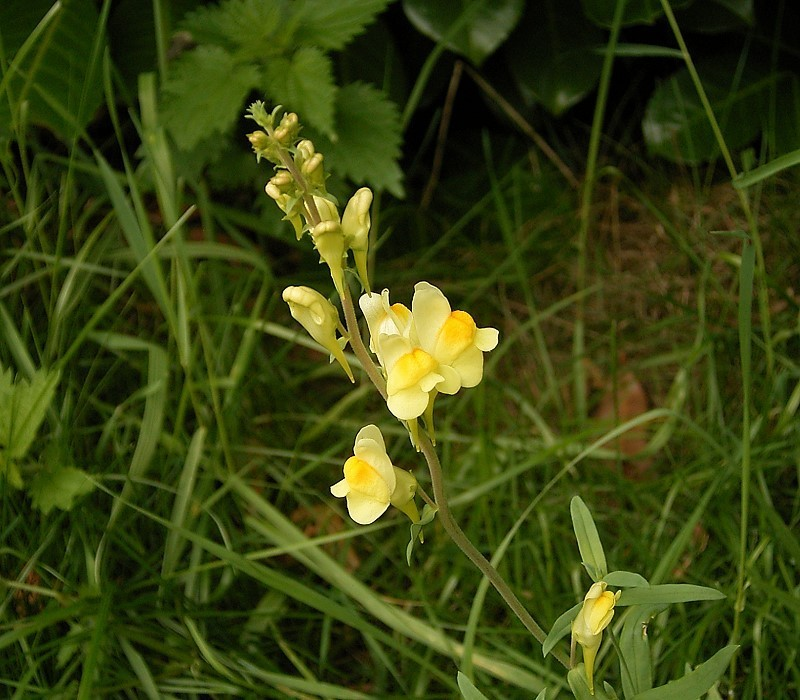
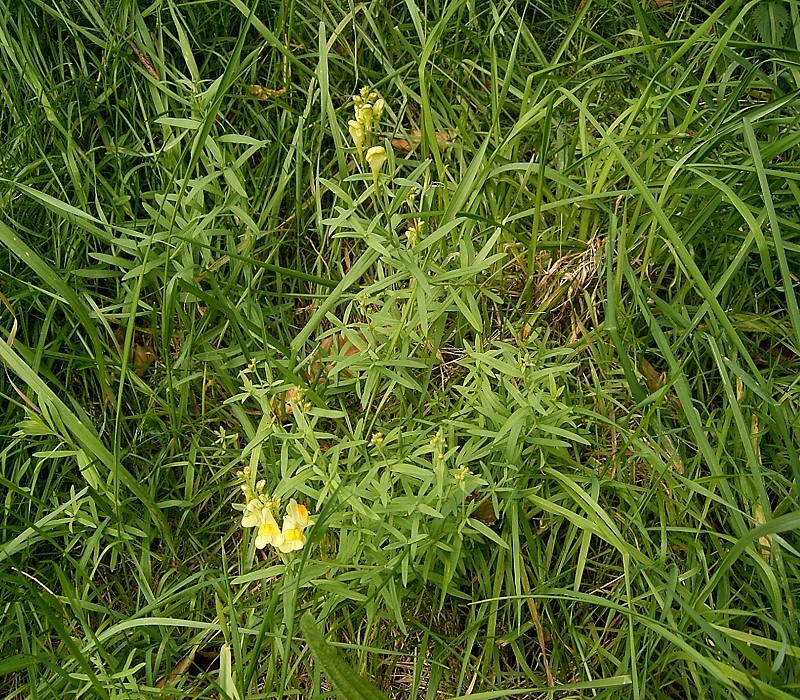
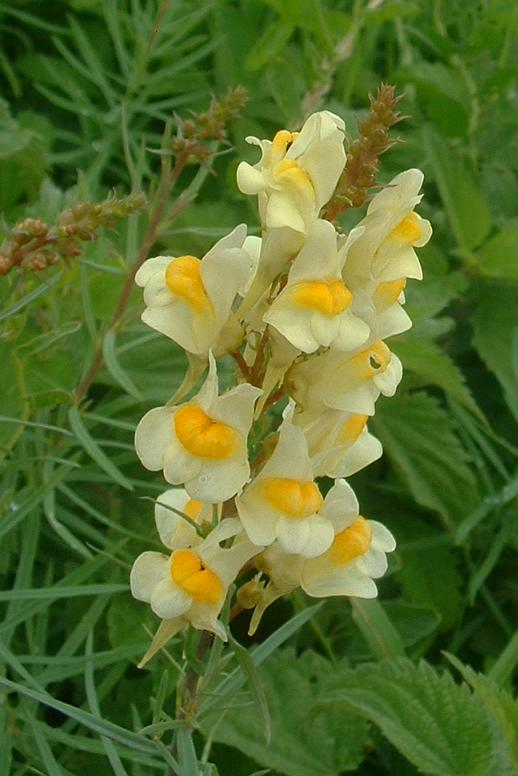
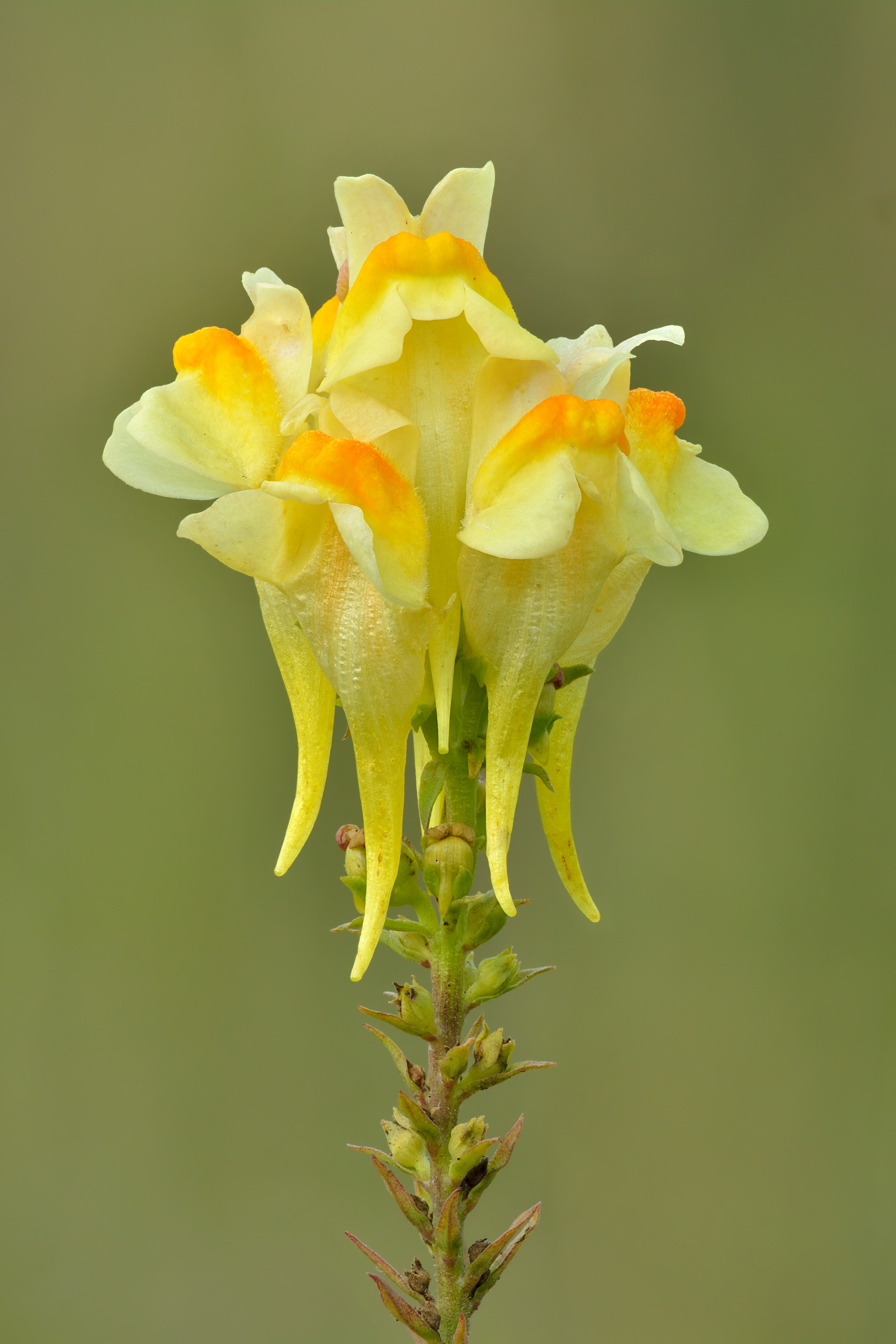